# Da Vinci (Mondkrater)
Da Vinci ist ein Einschlagkrater auf der Mondvorderseite am östlichen Rand des Sinus Concordiae. Der Krater ist stark erodiert, der Kraterrand unregelmäßig und das Innere uneben.
| Buchstabe | Position          | Durchmesser | Link |
| --------- | ----------------- | ----------- | ---- |
| A         | 9,64° N, 44,17° O | 16 km       |      |

Der Krater wurde 1935 von der IAU nach dem italienischen Künstler und Universalgelehrten Leonardo da Vinci offiziell benannt.